# 北条万寿
北条 万寿（ほうじょう まんじゅ）は、鎌倉時代中期の執権北条氏の一族。

## 略歴
第8代執権・北条時宗の同母弟の宗政を父とする。兄に第10代執権の師時がいる。
弘安5年（1282年）8月24日、長門守護として下向した。